# Ilhéu do Campanário
O ilhéu de São Jorge ou Ilhéu da Lapa é um ilhéu em frente à freguesia do Campanário, no município da Ribeira Brava, no arquipélago da Madeira, Portugal.